# Bangtuo Si

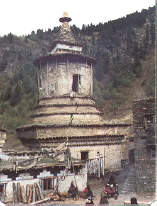
Chörten (Tschörten) im Kloster Bangtuo Si

Das Kloster Bangtuo Si bzw. Bathong Gompa, Bangtuo-Kloster etc. (chinesisch 棒托寺, Pinyin Bàngtuō sì, englisch Bangtuo Monastery) im Kreis Zamtang (bzw. Dzamthang; chin. Rangtang) des Autonomen Bezirks Ngawa der Tibeter und Qiang im Norden der chinesischen Provinz Sichuan ist ein Kloster des tibetischen Buddhismus. Seine über zweihundert Mönche gehören den Schulen Nyingma (hongjiao) und Jonang (juenangjiao) an.
Das Kloster liegt zweiunddreißig Kilometer von der Innenstadt entfernt am Fluss Zequ (则曲) in der Gemeinde Rongmuda (茸木达乡), fünf Kilometer von den Ost-Rangtang-Sangzhuluobulin-Klöstern (东壤塘桑珠罗布林寺).
Das für seinen monumentalen Chörten und seine Steinsutrenmauern (chin. shijing qiang) berühmte Kloster wurde in der Zeit der Mongolen-Dynastie gegründet, die heutigen Gebäude stammen meist aus der Zeit der Ming- und Qing-Dynastie. Es steht seit 2001 auf der Liste der Denkmäler der Volksrepublik China (5-394).